# إفريتانيا
إفريتانيا إحدى مقاطعات اليونان.